# Monte Grande (Lizzano in Belvedere)
Il monte Grande è un rilievo dell'alto Appennino bolognese che sovrasta l'abitato di Lizzano in Belvedere; non va confuso con l'omonima altura della provincia di Bologna che si trova, invece, nel territorio di Castel San Pietro Terme. Il monte è ben visibile dal suo versante meridionale, presso la frazione Pianaccio del comune di Lizzano in Belvedere.
Il monte Grande, con la sua vetta che tocca i 1531 metri di altitudine, si erge prepotentemente sulla valle del torrente Silla, che lascia alla sua destra, rimanendo isolato rispetto alle altre alture limitrofe. A sud-ovest del monte, vi è il cosiddetto Pian del Rode, un piccolo altopiano posto a circa 1400 metri sul livello del mare che domina il passo meridionale del monte Grande, denominato la Sboccata dei Bagnadori (1275 m), presso cui vi è una sorgente. Nel versante nord-orientale, invece, il passo Bocca della Tesa (1173 m) lo separa dalla doppia vetta Le Tese (1231 m) e dal monte Pizzo (1195 m). Infine, il versante settentrionale del monte Grande è caratterizzato da un ripido strapiombo, noto col nome I Burroni da cui scende precipite il rio delle Polle che tributa, col nome di rio Freddo, nel rio Sasso, il quale a sua volta si getta da sinistra nel torrente Silla.